# Cheloniheterakis
Cheloniheterakis ist eine Gattung der Spulwürmer mit zwei Arten, die im Darm von Schildkröten parasitieren. Die Gattung ist wenig erforscht, sie ist nicht in den Bestimmungsschlüsseln von Alain Chabaud enthalten, wird aber in der Systematik von Hodda (2022) aufgeführt, hier allerdings als monotypische Gattung.

## Merkmale
Es sind Fadenwürmer mit schmalem Körper, der sich zu beiden Enden verjüngt. Die Dorsallippe ist etwas größer als die beiden subventralen. Der Ösophagus ist lang und weist zwei kolbige Erweiterungen  (Bulbi) auf, von denen der kleinere vordere mit zwei Platten besetzt ist. Der Schwanz bei Männchen ist bauchwärts abgekrümmt und konisch, Kaudalflügel fehlen. Vor dem Anus liegen 14 bis 16 Papillenpaare und direkt vor der Kloake drei größere Papillenpaare. Der Genitalsaugnapf wird von einem deutliche Kutikulawall umgeben. Die beiden langen Spicula sind schlank und gleich lang. Die Vulva der Weibchen liegt im hinteren Körperdrittel. Die beiden Uteri liegen gegenüber.

## Systematik
Yamaguti führte die Gattung für Heterakis feae ein. Cheloniheterakis feae (Parona, 1889) ist ein Parasit bei Paläarktischen Landschildkröten in Burma. Zudem überführte er mit Cheloniheterakis macrolabiata (Torreggiani, 1910), einem Parasiten bei der südamerikanischen Waldschildkröte, eine weitere Art in die Gattung.